# Seebach (Zürich)
Seebach is een stadsdeel en voormalige gemeente in het district Zürich, kanton Zürich, Zwitserland.
Seebach ging in 1934 op in de stad Zürich.
Seebach maakt samen met Affoltern en Oerlikon (ook voormalige gemeenten) deel uit van District 11 van Zürich.
- Gemeinsame Normdatei: 4463989-2
- Historisch woordenboek van Zwitserland: 003127
- Library of Congress Control Number: no2013122431
- Virtual International Authority File: 240526494
- WorldCat: E39PBJxmK6RBXHkKVjvhdp3PcP